# Javier Rojas (rugbista)
Javier Rojas Álvarez (San Miguel de Tucumán, 15 aprile 1991) è un rugbista a 15 argentino, attivo nel ruolo di utility back.

## Biografia
Cresciuto a San Miguel de Tucumán, disputò in Sudafrica la Vodacom Cup con i Pampas XV e nel 2015 fu in Europa nella francese Albi.
Nell'ottobre 2017 fu ingaggiato in Italia dal Viadana in cui rimase una stagione per poi trasferirsi in Inghilterra ai Cornish Pirates con un contratto di un anno, successivamente rinnovato nel 2019.
Già rappresentante l'Argentina a livello giovanile, debuttò per i Pumas nel 2012 vincendo quel'edizione del Campionato sudamericano, e fu selezionato per la nazionale a 7 che prese parte al torneo rugbistico olimpico 2016 a Rio de Janeiro.

## Palmarès
- Campionati sudamericani: 2
Argentina: 2012, 2014